# Ovronnaz
Ovronnaz est une localité qui appartient à la commune de Leytron dans le canton du Valais en Suisse. Ovronnaz est à la fois une station thermale et une station de ski.

## Toponymie
Le z final ne sert qu'à marquer le paroxytonisme et ne devrait pas être prononcé ; dans sa langue d'origine, il s'écrit Ovronna.

## Géographie
Ovronnaz est située au pied de la chaîne des Muverans, à environ 10 km de Leytron et de l'autoroute A9. C'est la première station de la rive droite du Rhône, lorsque l'on monte en direction de Brigue.

## Tourisme
En été, Ovronnaz est le point de départ de beaucoup de randonnées dont le Tour des Muverans et le tour du Grand Chavalard. Beaucoup de cabanes de montagne sont proches du sommet du télésiège : Lui d'Août (1 957 m), cabane Rambert (2 580 m), cabane du Fenestral (2 435 m), cabane de Sorniot (2 064 m) et cabane du Demècre (2 361 m).
La station possède un établissement thermal. Les Bains d'Ovronnaz sont ouverts toute l'année et sont constitués de deux piscines extérieures, une intérieure, un jacuzzi et un espace massage.

## Domaine skiable
Une petite station de sports d'hiver a été aménagée depuis 1954 sur les hauteurs de Ovronnaz. Le domaine skiable, qui se situe entre 1 390 et 2 463 m, comprend 3 télésièges 4-places (dont 2 débrayables) et 5 téléskis. Un télésiège 4-places débrayable, construit en 1993, part du parking gratuit non asphalté et rejoint Jorasse (1 940 m) et le domaine d'altitude. Une piste permet le retour en vallée. Peu en dessous de Jorasse se situe le petit snowpark. D'ici partent aussi le télésiège débrayable Col-Express construit en 2001, mais aussi depuis 2009 le télésiège de Bougnonne. Les deux télésièges desservent des pistes relativement courtes, ainsi que quelques possibilités de ski hors-pistes notamment entre les arbres. Derrière la gare d'arrivée de Bougnonne part le téléski de Tsantonnaire, qui rejoint le sommet du domaine à 2 463 m. Il se peut que ce dernier ne soit pas en service par mauvais temps ou lors de risques accrus d'avalanche. Il dessert depuis 1974 une partie du domaine excentrée, située entièrement au-delà de la limite de la forêt et qui offre des possibilités de ski hors-piste de part et d'autre des deux pistes en neige naturelle. Le téléski de Petit-Pré est quant à lui situé un peu à l'écart du domaine principal, et offre une piste particulièrement adaptée aux skieurs de niveau débutant, ainsi qu'une piste de skicross. Le téléski de Chatillon, construit en 1968 et doté d'une piste de montée difficile, est la plus ancienne remontée mécanique du domaine. Il dessert l'une des trois pistes noires du domaine, qui n'est pas dâmée et souvent bosselée.
La neige est assurée dès mi-décembre, grâce aux canons à neige sur deux télésièges (soit jusqu'à 2 170m) pour la partie inférieure, et notamment grâce à un enneigement naturel important sur les hauteurs (au-delà de 2 000 m). La saison hivernale s'y termine généralement mi-avril.
La station fait partie de l'offre forfaitaire commune au regroupement de stations de ski Valais SkiCard.
Un sentier de raquette à neige de 5 km rejoint Jorasse via Odonne, depuis Ovronnaz.
Trois lignes de skibus gratuits relient le bas des pistes.

## Autres sports
L'ascension d'Ovronnaz est sur le parcours de la 4e étape du Tour de Romandie 2024, alors classée en première catégorie.

## Culture et patrimoine
Le nom de la commune est donné à un personnage secondaire, Simon Ovronnaz, de la fiction Largo Winch créé par l'écrivain belge Jean Van Hamme.